# Distrito electoral de Ullin (Illinois)
Ullin (en inglés: Ullin Precinct) es un distrito electoral ubicado en el condado de Pulaski en el estado estadounidense de Illinois. En el Censo de 2010 tenía una población de 852 habitantes y una densidad poblacional de 14,06 personas por km².

## Geografía
Ullin se encuentra ubicado en las coordenadas 37°15′57″N 89°10′48″O / 37.26583, -89.18000. Según la Oficina del Censo de los Estados Unidos, Ullin tiene una superficie total de 60.62 km², de la cual 60.03 km² corresponden a tierra firme y (0.97%) 0.59 km² es agua.

## Demografía
Según el censo de 2010, había 852 personas residiendo en Ullin. La densidad de población era de 14,06 hab./km². De los 852 habitantes, Ullin estaba compuesto por el 58.57% blancos, el 37.44% eran afroamericanos, el 0.82% eran amerindios, el 0.59% eran asiáticos, el 0% eran isleños del Pacífico, el 0% eran de otras razas y el 2.58% pertenecían a dos o más razas. Del total de la población el 0.7% eran hispanos o latinos de cualquier raza.